# توماس فیتزسیمونز
توماس فیتزسیمونز (Thomas Fitzsimons) (اکتبر ۱۷۴۱–۲۶ اوت ۱۸۱۱ میلادی)، از تاجران و دولتمردان ایرلندی-آمریکایی اهل فیلادلفیا بود. او نماینده پنسیلوانیا در کنگره قاره‌ای، کنوانسیون قانون اساسی و کنگره ایالات متحده بود. او یکی از امضاء کنندگان قانون اساسی ایالات متحده بود و به عنوان یکی از پدران بنیانگذار ایالات متحده قلمداد می‌شود. همچنین او یک برده‌دار بود.

## زندگی‌نامه
فیتزسیمونز در پادشاهی ایرلند در ۱۷۴۱ میلادی بدنیا آمد. اواسط دهه ۱۷۵۰ میلادی، خانواده او به فیلادلفیا مهاجرت کردند و مدت کوتاهی پس از آن پدرش نیز مهاجرت کرد. فیتزسیمونز تحصیلات کافی داشت که او را قادر می‌ساخت به عنوان دبیر در یک خانه بازرگانی کار کند. او با کاترین مید در ۲۳ نوامبر ۱۷۶۱ میلادی ازدواج کرد و با برادرش جورج شراکت تجاری ایجاد نمود. شرکت آن‌ها که در تجارت ایندیز غربی تخصص یافته بود، به مدت ۴۱ سال با موفقیت عمل کرد.

### چرخش انقلابی
این شرکت به زودی تحت تأثیر اقدامات درآمدزایی جدیدی که برای کمک به امور مالی پادشاهی بریتانیای کبیر ایجاد شده بود قرار گرفت، این اقدامات شامل قانون منفور تمبر ۱۷۶۵ میلادی می‌شد. فیتزسیمونز که تحت تأثیر این ایده‌ها قرار گرفته بود در جامعه تجاری ایرلندی فیلادلفیا فعال گشت. او عضو بنیانگذار «پسران دوست سنت پاتریک» در ۱۷۷۱ میلادی بود و بعدها در ۱۷۷۴ میلادی نیز کمیته هدایتگری که برای اعتراضات مصوبه‌های تحمل‌ناپذیر سازمان یافته بود را راه‌اندازی نمود.
هنگامی که پنسیلوانیا شروع به سازماندهی و بسیج یک شبه‌نظامی جهت جنگ با بریتانیایی‌ها کرد، فیتسیمونز نیز درگیر ماجرا شد. او به عنوان کاپیتان یک هنگ از مدافعان خانه خدمت کرد که تحت فرمان «سرهنگ جان کالدوالادر» قیام کرده بودند. در ابتدا هنگ او به عنوان بخشی از سربازانی خدمت کردند که در پست‌هایی که در طول ساحل نیوجرسی قرار داشتند نگهبانی داده و در برابر هجوم دفاع می‌کردند. واحد او بعدها به عنوان بخشی از نیروهای ذخیره نبرد ترنتون در ۱۷۷۶ میلادی خدمت کردند. بعدها در جنگ، او در «شورای امنیت پنسیلوانیا» خدمت کرد و سردمدار هیئتی بود که از نیروی دریایی تازه شکل گرفتهٔ پنسیلوانیا سرکشی می‌کردند. تحت این نقش جدید، به سازماندهی منابع استراتژیک پنسیلوانیا کمک کرد و بعدها به ارائه تدارکات، کشتی‌ها و پول در جهت حمایت از نیروهای پنسیلوانیایی و فرانسوی کمک کرد.

### سیاست
توماس فیتزسیمونز به عنوان نماینده کنگره قاره‌ای در ۱۷۸۲ و ۱۷۸۳ میلادی وارد سیاست شد. او عضوی از خانه نمایندگان پنسیلوانیا از ۱۷۸۶ تا ۱۷۹۵ میلادی بود. او همچنین نماینده‌ای در معاهده قانون اساسی ایالات متحده در ۱۷۸۷ میلادی بود. گرچه که عضو پیشرو آن معاهده نبود، از این موارد حمایت کرد: یک دولت قوی ملی، پایان برده‌داری، قدرت‌های کنگره ایالات متحده در اعمال تعرفه بر روی واردات و صادرات، پذیرش مجلس نمایندگان و قدرت برابر آن با مجلس سنای آمریکا در ایجاد پیمان‌ها. براساس مناظره‌هایی که طی آن معاهده داشت، حامی حق رأی عمومی نبود. او یکی از سه کاتولیک امضاء کنندهٔ قانون اساسی آمریکا بود. دو کاتولیک دیگر دنیل کارول و کارلس کارول کارلتون اهل مریلند بودند.
فیتزسیمونز یکی از حامیان نظامی‌گری بود و از بیان عقایدش خجالت نمی‌کشید. او را به باز بودن در رابطه با موافقتش در عدم انحلال واحد ارتش مگر برای زمان‌های کاملاً ضروری می‌شناسند.
پس از این که قانون اساسی استقرار یافت، در سه جلسه اول مجلس نمایندگان به عنوان یک فدرالیست خدمت کرد، جاییکه تعرفه‌های مراقبتی و نیروی دریایی قوی را ترجیح داد و در تألیف پیش‌نویس قانون ۱۷۹۴ میلادی شرکت داشت، پیش‌نویسی که شش ناو اصلی نیروی دریایی ایالات متحده را مختار می‌کرد. فیتزسیمونز نتوانست در انتخابات مجدد ۱۷۹۴ میلادی برنده شود و از جان سوانویک شکست خورد. جان سوانویک هفت تا از بخش‌های دوازده‌گانه پنسیلوانیا را با ۵۷ درصد آرا برنده شد. این مسئله تا حدی موجب ضدیت افکار عمومی با حزب فدرالیست برسر سرکوب قوی شورش ویسکی شد. گرچه که او هیچگاه مجدداً صاحب منصب انتخاب شده از سوی عموم نشد، در ۱۷۹۸ میلادی به عنوان سردمدار کمیته تاجران برای سرکشی از وام‌های ثبتنامی جهت ساخت جنگ‌افزار با هزینه خصوصی جهت استفاده در شبه-جنگ خدمت کرد.
فیتزسیمونز همراه با جیمز اینس اهل ویرجینیا، توسط رئیس‌جمهور جان آدامز در ۱۷۹۶ میلادی جهت خدمت به عنوان یکی از اعضای آمریکایی کمیسیون بدهی پنج نفره تحت ماده ۶ پیمان جی خدمت کرد. آن‌ها ادعاهای افراد بریتانیایی که قادر به گرفتن طلبشان از آمریکاییان (طلب‌های مربوط به قبل از انقلاب آمریکا) نبودند را مورد بررسی قرار می‌دادند. فیتزسیمونز، اینس و ساموئل سیتگریوز که با مرگ اینس جایگزین وی شد، از استدلالاتی که توسط سه طرف بریطانیایی مورد استفاده واقع می‌شد آزرده خاطر شده بودند. توماس مکدونالد، هنری پای ریچ و جان گیلمرد ادعاها را بزرگتر کردند و فیتزسیمونز و سیتگریوز با خشم و به صورت دائمی در ژوئیه ۱۷۹۹ میلادی از هیئت جدا شدند. این ادعاها در نهایت توسط پرداخت نقدی یکجا براساس توافق وزیر ایالات متحده با وزیر امور خارجه بریطانیا رابرت بنکس جنکینسون به روفس کینگ بریطانیا پرداخت شد و توسط رئیس‌جمهور توماس جفرسون و سنا در ۱۸۰۲ میلادی نیز تأیید شد.
فیتزسیمونز پس از خروج از دنیای سیاست در امور مدنی و تجاری فعال باقی ماند. او به عنوان رئیس اتاق بازرگانی فیلادلفیا، عضو هیئت امنای دانشگاه پنسیلوانیا، هدایتگر شرکت بیمه دلاور و هدایتگر بانک آمریکای شمالی از ۱۷۸۱ تا ۱۸۰۳ میلادی خدمت کرد. او یکی از مؤسسین این بانک بود و از تلاش‌ها جهت تأسیس دانشگاه جرج‌تاون حمایت کرد. همچنین فیتزسیمونز به تأسیس شرکت بیمه آمریکای شمالی نیز کمک کرد.
فیتزسیمونز در ۲۶ اوت ۱۸۱۱ میلادی در فیلادلفیا فوت کرد و در قبرستان کلیسای کاتولیک سنت مری به خاک سپرده شد.